# Condado de Miller (Missouri)
O Condado de Miller é um dos 114 condados do estado americano de Missouri. A sede do condado é Tuscumbia, e sua maior cidade é Tuscumbia. O condado possui uma área de 1 554 km² (dos quais 20 km² estão cobertos por água), uma população de 23 564 habitantes, e uma densidade populacional de 15 hab/km² (segundo o censo nacional de 2000). O condado foi fundado em 1837.